# Elecciones municipales de Moscú de 2017
Las elecciones municipales de Moscú de 2017 se llevaron a cabo el 10 de septiembre de ese año. En dichas elecciones se eligieron a los diputados de los consejos municipales en 124 distritos de Moscú, por un total de 1.502 escaños. Aunque el puesto de miembro del consejo municipal es relativamente impotente, los candidatos a alcalde de Moscú deben obtener el apoyo de los diputados municipales para poder presentarse a las elecciones.
Mientras el partido Rusia Unida obtuvo una mayoría de 1.153 escaños, el Partido Comunista de la Federación de Rusia (KPRF) fue reemplazado en segundo lugar por el partido liberal de izquierda Yábloko con 176 escaños. La participación electoral fue solamente del 14.82%.